# Tipula horningi
Tipula horningi är en tvåvingeart som beskrevs av Alexander 1966. Tipula horningi ingår i släktet Tipula och familjen storharkrankar. Inga underarter finns listade i Catalogue of Life.